# Maria Antonietta Beluzzi
Maria Antonietta Beluzzi (Bologna, 26 luglio 1930 – Bologna, 6 agosto 1997) è stata un'attrice italiana.

## Biografia
Nata a Bologna, figlia di due sarti, fu scelta da Federico Fellini per interpretare il ruolo della tabaccaia in Amarcord (1973). La scena più famosa da lei interpretata è quella in cui il protagonista, Titta, interpretato dall'attore Bruno Zanin, trascorre un breve momento di intimità con lei nella bottega. Donna dalle forme giunoniche, aveva già sostenuto anni prima un provino per il film 8½ (1963), sempre di Fellini, dove tuttavia era stata scartata. Si affermò in seguito come caratterista, interpretando film popolari di grande successo, come Di che segno sei? (1975), di Sergio Corbucci, e L'inquilina del piano di sopra (1978), di Ferdinando Baldi. Dopo aver abbandonato il mondo del cinema da molti anni, morì nel 1997 per un infarto nella propria casa di Corticella. Da tempo, in seguito alla morte dei genitori, viveva con la sorella Maria.

## Filmografia
- La vita provvisoria, regia di Vincenzo Gamna (1962)
- Amarcord, regia di Federico Fellini (1973)
- Il piatto piange, regia di Paolo Nuzzi (1974)
- L'erotomane, regia di Marco Vicario (1974)
- Il giustiziere di mezzogiorno, regia di Mario Amendola (1975)
- Di che segno sei?, regia di Sergio Corbucci (1975)
- Dedicato a una stella, regia di Luigi Cozzi (1976)
- Per amore di Cesarina, regia di Vittorio Sindoni (1976)
- L'inquilina del piano di sopra, regia di Ferdinando Baldi (1978)